# Barum rallye 2007
Barum rallye 2007 byla šestým podnikem Intercontinental Rally Challenge a šestým podnikem i Mezinárodního mistrovství České republiky. Vítězem se stala posádka Nicolas Vouilloz / Nicolas Klinger z Francie s vozem Peugeot 207 S2000. Rallye obsahovala 15 rychlostních zkoušek o délce 262,34 km. Rallye se celkem zúčastnilo 104 posádek z toho 30 zahraničních a 13 vozů nové kategorie S2000. Do cíle poté dorazilo 48 posádek.

## Průběh
V pátek 24.8. 2007 se konala již tradiční noční rychlostní zkouška v centru města Zlína. Rychlostní zkoušku ovládl Francouz Nicolas Vouilloz s Peugeotem 207 S2000 následovaný Freddym Loixem z Belgie a Italem Renatem Travagliou (oba Fiat Abarth Grande Punto S2000). Nejlepší z Čechů pak byl osmý Václav Pech jun. s Mitsubishi Lancer Evo IX.
Následující den na účastníky čekalo hned 8 rychlostních zkoušek. První z nich byla erzeta Slušovice, kde si opět nejlépe vedl Nicolas Vouilloz. Druhou rychlostní zkouškou byla legendární Pindula, kde zvítězil Španěl Enrique García Ojeda s Peugeotem 207 S2000, který pouze o 1 desetinu vteřiny porazil domácího Romana Krestu s Mitsubishi Lancer Evo IX. Španěl se dostal do průběžného vedení, když Nicolas Vouilloz dojel až osmý. Španěl poté vyhrál i čtvrtou zkoušku Halenkovice a navýšil si tak svůj náskok. Pátou erzetu Kudlovice vyhrál Belgičan Freddy Loix, který byl průběžně druhý. Šestá zkouška se opět jela ve Slušovicích a opět ji vyhrál Nicolas Vouilloz. Sedmá rychlostní zkouška Pindula byla opět bojem mezi Španělem Ojedou a Romanem Krestou, ze kterého tentokrát vyšel lépe Čech a zkoušku vyhrál. V Halenkovicích byl nejrychlejší Freddy Loix a dostal se tak do průběžného vedení. Poslední zkouškou dne byla erzeta Kudlovice, kde si nejlépe vedl Nicolas Vouilloz. Top 5 po první etapě bylo: 1. Freddy Loix (Fiat Abarth Grande Punto S2000), 2. Enrique García Ojeda (Peugeot 207 S2000), 3. Nicolas Vouilloz (Peugeot 207 S2000), 4. Václav Pech jun. (Mitsubishi Lancer Evo IX) a 5. Renato Travaglia (Fiat Abarth Grande Punto S2000).
Poslední den rallye obsahoval celkově 6 rychlostních zkoušek. Do etapy nejlépe vstoupil Nicolas Vouilloz a vyhrál první erzetu dne Zádveřice. Další erzetu Janišov vyhrál Freddy Loix. Následující zkoušku Troják, která byla osudná pro Freddyho Loixe, vyhrál Nicolas Vouilloz a dostal se tak na první místo celkového pořadí. Následující 3 rychlostní zkoušky (opět Zádveřice, Janišov a Troják) vyhrál Roman Kresta, který celkově skončil až čtvrtý.

## Výsledky
| 1.  | Nicolas Vouilloz Nicolas Klinger          | Peugeot Sport España Peugeot 207 S2000                  |
| 2.  | Enrique García Ojeda Jordi Barrabés Costa | Peugeot Sport España Peugeot 207 S2000                  |
| 3.  | Václav Pech jun. Petr Uhel                | Euro Oil Team Mitsubishi Lancer Evo IX                  |
| 4.  | Roman Kresta Petr Gross                   | Tescoma Rally Team Mitsubishi Lancer Evo IX             |
| 5.  | Bernd Casier Frédéric Miclotte            | Peugeot Team Belgium Peugeot 207 S2000                  |
| 6.  | Václav Arazim Július Gál                  | Mediasport Czech National Team Mitsubishi Lancer Evo IX |
| 7.  | Andrea Navarra Dario D'Esposito           | Abarth & Co. SpA Fiat Abarth Grande Punto S2000         |
| 8.  | Renato Travaglia Lorenzo Granai           | Island Motorsport Fiat Abarth Grande Punto S2000        |
| 9.  | Grzegorz Grzyb Robert Hundla              | Rufa Sport Suzuki Swift S1600                           |
| 10. | Simon Jean-Joseph Jack Boyere             | bez týmu Citroën C2 S1600                               |